# Пяскі-Великі (Західнопоморське воєводство)
Пяскі-Великі (пол. Piaski Wielkie, нім. Paatzig) — село в Польщі, у гміні Волін Каменського повіту Західнопоморського воєводства.
Населення — 256 осіб (2011).
У 1975-1998 роках село належало до Щецинського воєводства.

## Демографія
Демографічна структура станом на 31 березня 2011 року:
|          | Загалом | Допрацездатний вік | Працездатний вік | Постпрацездатний вік |
| -------- | ------- | ------------------ | ---------------- | -------------------- |
| Чоловіки | 126     | 28                 | 88               | 10                   |
| Жінки    | 130     | 19                 | 88               | 23                   |
| Разом    | 256     | 47                 | 176              | 33                   |